# Caligus planktonis
Caligus planktonis is een eenoogkreeftjessoort uit de familie van de Caligidae. De wetenschappelijke naam van de soort is voor het eerst geldig gepubliceerd in 1985 door Pillai.